# Wolfgang Roters
Wolfgang Roters (* 18. Juni 1947 in Coesfeld) ist ein deutscher Jurist und Ministerialbeamter, der vor allem auf dem Gebiet der Stadtentwicklung und Baukultur aktiv ist.
Roters hat fünf Geschwister, darunter den früheren Oberbürgermeister von Köln, Jürgen Roters. Er studierte Rechtswissenschaften an der Ruhr-Universität Bochum und wurde 1974 mit einer Dissertation über Kommunale Mitwirkung an höherstufigen Entscheidungsprozessen zum Dr. jur. promoviert. Roters, der Mitglied der SPD ist, trat in den nordrhein-westfälischen Verwaltungsdienst ein und war zuletzt Abteilungsleiter und Ministerialdirigent im Ministerium für Stadtentwicklung des Landes Nordrhein-Westfalen. Er war Gründungsvorsitzender der Stiftung Industriedenkmalpflege und Geschichtskultur und Geschäftsführer der Entwicklungsgesellschaft Zeche Zollverein. 2013 war er für das Museum für Architektur und Ingenieurkunst NRW Generalkurator der Ausstellung IBA meets IBA.
Roters war maßgeblich daran beteiligt, den Palace of Projects von Ilja und Emilia Kabakow dauerhaft auf die Kokerei Zollverein zu holen.
Roters ist nach seiner Pensionierung weiterhin als Autor und Redner aktiv. Er engagiert sich auch an seinem Wohnort Düsseldorf-Unterbach für die Entwicklung des öffentlichen Raumes.

## Sport
Roters war in seiner Jugend als Leichtathlet aktiv, zunächst bei Rasensport Coesfeld und dann bei der Hammer Spielvereinigung. Bis heute (Stand: 2023) hält Roters allein oder in der Staffel drei Hammer Stadtrekorde. Über 200 m lief er zweimal 21,5 Sekunden, seine Bestzeit über 100 m lag bei 10,5 Sekunden. Bei den Deutschen Leichtathletik-Meisterschaften 1967 in Stuttgart schaffte er im Endlauf über 400 m 47,5 Sekunden, und die Staffel mit Wolfgang Grabitz, Waldemar Knaak, Michael Grabitz und Wolfgang Roters wurde Vizemeister über 4 × 400 m in 3:09,6 Minuten. Bei den Deutschen Leichtathletik-Meisterschaften 1968 in Berlin erzielten die vier wieder den zweiten Platz. In Münster liefen sie mit 41,5 Sekunden über 4 × 100 m Stadtrekord. Alle Zeiten wurden auf Aschebahnen erzielt. Wolfgang Roters war häufig verletzt; Experten hatten ihm zwei olympische Spiele vorausgesagt, aber als die Achillessehne zum Problem wurde, beendete er bereits mit 22 Jahren seine sportliche Laufbahn und konzentrierte sich auf das Jurastudium.

## Publikationen

### Als (Mit-)Autor
- Wolfgang Roters: Kommunale Mitwirkung an höherstufigen Entscheidungsprozessen. Zur künftigen Rolle der kommunalen Selbstverwaltung im politisch-administrativen System der BRD. Kohlhammer, Köln u. a. 1975 (Kommunalwissenschaftliche Schriften des Deutschen Landkreistages Bd. 3; zugleich jur. Diss. Ruhr-Universität Bochum 1974), ISBN 3-555-00190-6
- Wolfgang Roters, Ernst Pappermann, Emil Vesper: Maßstäbe für die Funktionalreform im Kreis. Kohlhammer, Köln u. a. 1976 (Kommunalwissenschaftliche Schriften des Deutschen Landkreistages Bd. 4), ISBN 3-555-00212-0
- Wolfgang Roters, Wolfgang Ballke: Funktionalreform in der mittleren Verwaltungsebene. Kohlhammer, Köln u. a. 1978, ISBN 3-555-00351-8
- Wolfgang Roters, Gerd-Jürgen Richter: Studien zur Funktionalreform. Verein für Verwaltungsreform und Verwaltungsforschung, Bonn 1979 (Schriftenreihe des Vereins für Verwaltungsreform und Verwaltungsforschung Nr. 11)
- Rauball/Pappermann/Roters: Gemeindeordnung für Nordrhein-Westfalen – Kommentar, 3. überarbeitete Auflage, C.H. Beck, München 1981, ISBN 3-406-08126-6
- Franz Pesch, Wolfgang Roters: Stadt der Zukunft. Dokumentation des 5. Internationalen Kongresses für Altstadt und Baukultur. Zeche Zollverein XII, Essen, 20. – 23. September 1995. Düsseldorf/Herdecke 1996.
- Wolfgang Roters, Gerhard Seltmann, Christoph Zöpel: Ruhr: Vorurteile – Wirklichkeiten – Herausgefunden. Stiftung Mercator, Essen 2019

### Als (Mit-)Herausgeber
- Wolfgang Roters (Hrsg.): Nordrhein Westfalen – 60 Jahre Architektur und Ingenieurkunst. Klartext, Essen 2007, ISBN 978-3-89861-646-1
- Christa Reicher, Wolfgang Roters (Hrsg.): Erhaltene Stadterneuerung: ein Programm für das 21. Jahrhundert. Klartext, Essen 2015, ISBN 978-3-8375-1356-1
- Wolfgang Roters, Horst Gräf, Hellmut Wollmann (Hrsg.): Zukunft denken und verantworten. Herausforderungen für Politik, Wissenschaft und Gesellschaft im 21. Jahrhundert. Springer, Wiesbaden 2020, ISBN 978-3-658-31703-4; 2. erweiterte Auflage 2023, ISBN 978-3-658-41038-4